# بل‌پلین (نیوجرسی)
بل‌پلین (به انگلیسی: Belleplain) یک منطقهٔ مسکونی در ایالات متحده آمریکا است که در شهرستان کیپ می، نیوجرسی واقع شده‌است. بل‌پلین ۱۹٫۱۷۸ کیلومتر مربع مساحت و ۵۹۷ نفر جمعیت دارد و ۱۳ متر بالاتر از سطح دریا واقع شده‌است.